# André Le Dissez
Pour les articles homonymes, voir Le Dissez.
André Le Dissez, né le 11 novembre 1929 à Plougonven en Bretagne et mort le 4 mai 2018 à Paris 15e, est un coureur cycliste professionnel français.

## Biographie
Professionnel de 1957 à 1965, André Le Dissez remporta notamment la 14e étape du Tour de France 1959.
À la suite de sa carrière, il reprend une entreprise de messagerie de presse littéraire à laquelle il donnera un remarquable essor.Il est enterré au cimetière de Vermenton, petite ville dans l'Yonne où il habitait depuis 1965

## Palmarès sur route

### Palmarès amateur
- 1951
  - 2e étape de Paris-Dolhain
- 1953
  - Critérium du Printemps
- 1954
  - Paris-Caen
  - 10e étape de la Route de France
  - 3e de Paris-Fontenailles
  - 4e du championnat du monde sur route amateurs
- 1955
  - 3e étape de la Cinturón a Barcelona
  - 3e du Week-end spadois
- 1956
  - Paris-Rouen
  - Grand Prix d'Eckbolsheim
  - 1rea étape du Circuit du Cher
  - 3e de Paris-Conches
  - 3e du championnat de France sur route amateurs

### Palmarès professionnel
| - 1959 - 14e étape du Tour de France - 2e de la Polymultipliée - 5e du Critérium du Dauphiné libéré - 1961 - 3e du Circuit des cols pyrénéens | - 1962 - 3e du Grand Prix d'Espéraza - 1964 - Polymultipliée - Critérium de Sévignac |  |

## Palmarès sur piste
- 1954
  -  Champion de France de poursuite amateurs
- 1955
  - 2e du championnat de France de poursuite amateurs
- 1956
  -  Champion de France de poursuite amateurs
  -  Champion de France de poursuite par équipes amateurs (avec Jean Graczyk, Philippe Gaudrillet et Jean-Claude Lecante)
  - Champion d'Île-de-France de poursuite par équipes (avec Jean Graczyk, Philippe Gaudrillet et Jean-Claude Lecante)
- 1957
  - 3e du championnat de France d'hiver d'omnium

## Résultats sur les grands tours

### Tour de France
5 participations
- 1957 : 34e
- 1959 : abandon (16e étape), vainqueur de la 14e étape
- 1960 : 47e
- 1961 : abandon (17e étape)
- 1964 : abandon (7e étape)

### Tour d'Espagne
3 participations
- 1961 : abandon (15e étape)
- 1964 : 19e
- 1965 : abandon (17e étape)